# Ingeniør Knut Berg på eventyr
Ingeniør Knut Berg på eventyr är en norsk tecknad science fiction-serie skapad 1941 av författaren Hallvard Sandnes (pseudonym Vigleik Vikli) och tecknaren Jostein Øvrelid (pseudonym Ronald Stone). I serien upplever den norske ingenjören Knut Berg olika äventyr i en futuristisk värld, allt sett ur ett 1940-talsperspektiv.

## Utgivning
Serien debuterade i tidskriften Nynorsk Vekeblad 1941 och publicerades där fram till 1954. Därefter samlades serien i 18 julalbum (1943–60). Album med återtryck av gamla serier ges ut än idag av Fonna forlag, men sedan 2007 utkommer även album med nya avsnitt tecknade av Knut Westad och skrivna av Jon Bing och Tor Åge Bringsværd.